# しんきろう観光
しんきろう観光（しんきろうかんこう）は、富山県魚津市の魚津港を発着する観光目的とした株式会社蜃気楼観光が運航する遊覧船、クルーザーの総称。
2006年より営業を開始し、2007年4月21日から遊覧が開始された。

## 概要
しんきろう遊覧船（通常便4〜6便）および、クルーザー船のありそドーム沖やミラージュランド沖までをめぐる約10㎞のコース（約40分、クルーザー船は要予約）がある。ほかにもイルカウオッチングクルーズや蜃気楼見学クルーズもある。この他、体験型観光として、300m沖の水深10mのところでバイやエビのかご漁のかご揚げ体験が出来た。
乗船券は海の駅蜃気楼のインフォメーションセンターで取り扱う。
定休日はお盆、ゴールデンウィーク、祝日を除く水、金曜日。11月から4月上旬までは冬季休暇となる。

## 船舶データ
- 全長 - 15.1m
- 総トン数 - 18トン
- 主機関 - ディーゼル、735kw×2基
- 定員 - 15名[1]